# Aubria masako
Aubria masako är en groddjursart som beskrevs av Annemarie Ohler och Kazadi 1990. Aubria masako ingår i släktet Aubria och familjen Pyxicephalidae. IUCN kategoriserar arten globalt som livskraftig. Inga underarter finns listade.